# Грин, Чарльз (легкоатлет)
Чарльз Эдвард Грин (англ. Charles Edward "Charlie" Greene; 21 марта 1945 — 14 марта 2022) — американский спринтер, чемпион и призёр летних Олимпийских игр 1968 года в Мехико.

## Биография
Грин родился в Пайн-Блафф (штат Арканзас) и считался кандидатом в олимпийскую команду 1964 года, но смог занять лишь шестое место на отборочных соревнованиях.
Грин выигрывал бег на 100 ярдов в старшей школе в Сиэтле в 1962 и 1963 годах и бег на 220 ярдов в 1963 году. Грин выиграл чемпионат Ассоциации американских университетов (AAU) в беге на 100 ярдов в 1966 году и в беге на 100 ярдов. Бег на 100 метров в 1968 году. На чемпионате AAU 1968 года Грин дважды установил мировой рекорд в беге на 100 метров. Он стал первым спринтером в мире, пробежавшим 100 метров ровно за 10 секунд. Во втором полуфинале он показал время 9,9 секунды, такое же время, как у Джима Хайнса и Ронни Рэя Смита в предыдущем забеге. Вечер 20 июня 1968 года, когда трое спортсменов установили мировой рекорд (а некоторые другие были очень близки к этому результату), на стадионе «Хьюз» в Сакраменто (Калифорния) был назван историками лёгкой атлетики «Вечером скорости». Будучи студентом Университета Небраски, Грин выиграл чемпионат Национальной ассоциации студенческого спорта в беге на 100 ярдов с 1965 по 1967 год и установил мировой рекорд на этой дистанции — 9,1 с.
На Олимпийских играх 1968 года в Мехико Грин почувствовал боль в подколенном сухожилии в конце забега и стал третьим в беге на 100 метров. Он показал лучшие результаты на предварительной стадии и в полуфинале, но перед финальным забегом получил травму. Несмотря на это, он участвовал в эстафете 4×100 метров на первом этапе. Команда США, которую он представлял, выиграла золотую медаль и установила новый мировой рекорд — 38,24 с.
После завершения своей спортивной карьеры Грин стал офицером, работал тренером по лёгкой атлетике в Вест-Пойнте и главным тренером Всеармейской команды. После ухода из армии он стал директором компании Special Olympics International. В 2007 году Чарльз Грин стал тренером по лёгкой атлетике в средней школе Lincoln Northeast High School в Линкольне (штат Небраска).